# 立花致傳
立花 致傳（たちばな よしひろ、享保20年4月20日（1735年6月10日） - 安永5年3月5日（1776年4月22日））は筑後国柳河藩重臣。柳河藩主に嗣子がいない場合に跡継ぎを輩出するために創設された御一門の一つ、立花監物家祖。父は藩主立花貞俶、実母は笠間浅右衛門の娘、すえ。幼名は久松、通称は主悦。同母姉弟に小野隆局（若狭）夫人、戸次通孝、矢島通経。

## 経歴
柳川城二の丸にて出生。戸次通孝の同母兄にあたる。元服時には、藩主で異母兄の立花鑑致（鑑通）より「致」の一字を拝領され、致傳と名乗る。この「致傳」という名（特に二文字目の「傳」）は藩儒の安東問庵の考案とされる。宝暦2年（1752年）に主悦の通称を称し、1000石与えられて、家臣の列に加わる。嗣子なく死去したために家老立花三右衛門の養子になっていた異母弟の立花政良（内膳）が致傳の名跡を相続。